# Typ IV
Die Frachtschiffsserie Frieden, auch Typ IV genannt, ist ein Stückgutschiffstyp der Warnowwerft.

## Geschichte
Hergestellt wurde die Serie von 1957 bis 1961 in 15 Einheiten. Es war die erste Baureihe 10.000 Tonnen großer Seeschiffe einer Werft aus der DDR und bildete das Rückgrat des ersten weltweiten Linienverkehrs der jungen Deutschen Seereederei (DSR). Vorgesehen waren die Schiffe in erster Linie für den kombinierten Transport von Stückgut und Schwergut, aber auch für besondere Schüttgutladungen, wie Getreide.
Erstes Schiff und Namensgeber der Serie war die am 23. Juni 1957 an die DSR abgelieferte Frieden mit der Baunummer 301. Die in Rostock beheimatete Frieden wurde nie umbenannt und ab August 1978 in Shanghai verschrottet. Den Abschluss bildete die am 26. August 1961 vom Stapel gelaufene und am 20. Dezember 1961 an Kuba übergebene Sierra Maestra. Diese wurde 1980 in Maisi umbenannt und in den 1980er Jahren verschrottet. Bis heute ist das in Rostock als Museumsschiff ausgestellte Traditionsschiff Typ Frieden, die Dresden, erhalten.

## Technik
Angetrieben wurden die Schiffe von vier 1324 kW starken Viertakt-Dieselmotoren des Typs 8 SV 66 Au des Herstellers EKM Halberstadt. Je zwei Motoren wirken über eine elektromagnetische Schlupfkupplung auf einen der beiden Festpropeller. Diese Leistung wurde über zwei Wellenleitungen auf die Doppelschrauben mit je 4,5 m Durchmesser abgegeben. Je zwei Maschinen in Rechtsausführung, linksdrehend und zwei Maschinen in Linksausführung und rechtsdrehend, dazwischengeschaltet über Kupplungen das Getriebe, arbeiteten auf eine Welle. Die Ausführung als Doppelschraubenschiff gab die Gewähr für günstige Manövriereigenschaften. Das Fahren der vier Hauptdiesel über einen zentralen Fahrstand ermöglichte rasches Reagieren auf geforderte Maschinenmanöver.
Die Rümpfe sind bis auf den genieteten Schergang und die ebenfalls genieteten Stringerplatten durch Schweißen zusammengefügt. Die fünf Laderäume mit einem Rauminhalt von 18.465 m³ Kornraum und 16.670 m³ Ballenraum verfügten über Zwischendecks und wurden auf dem Hauptdeck mit Single-Pull-Lukendeckeln des McGregor-Systems seefest verschlossen.
Die ersten sechs Schiffe der Baureihe wurden mit Getreideschotten ausgerüstet. Das Ladegeschirr besteht aus zehn 3,5-Tonnen-Ladebäumen, vier 5/8-Tonnen-Ladebäumen, einem umsetzbaren schwimmfähigen 50-Tonnen-Schwergutbaum sowie zwei 3-Tonnen-Schiffskränen.

Bilder zum Typ IV
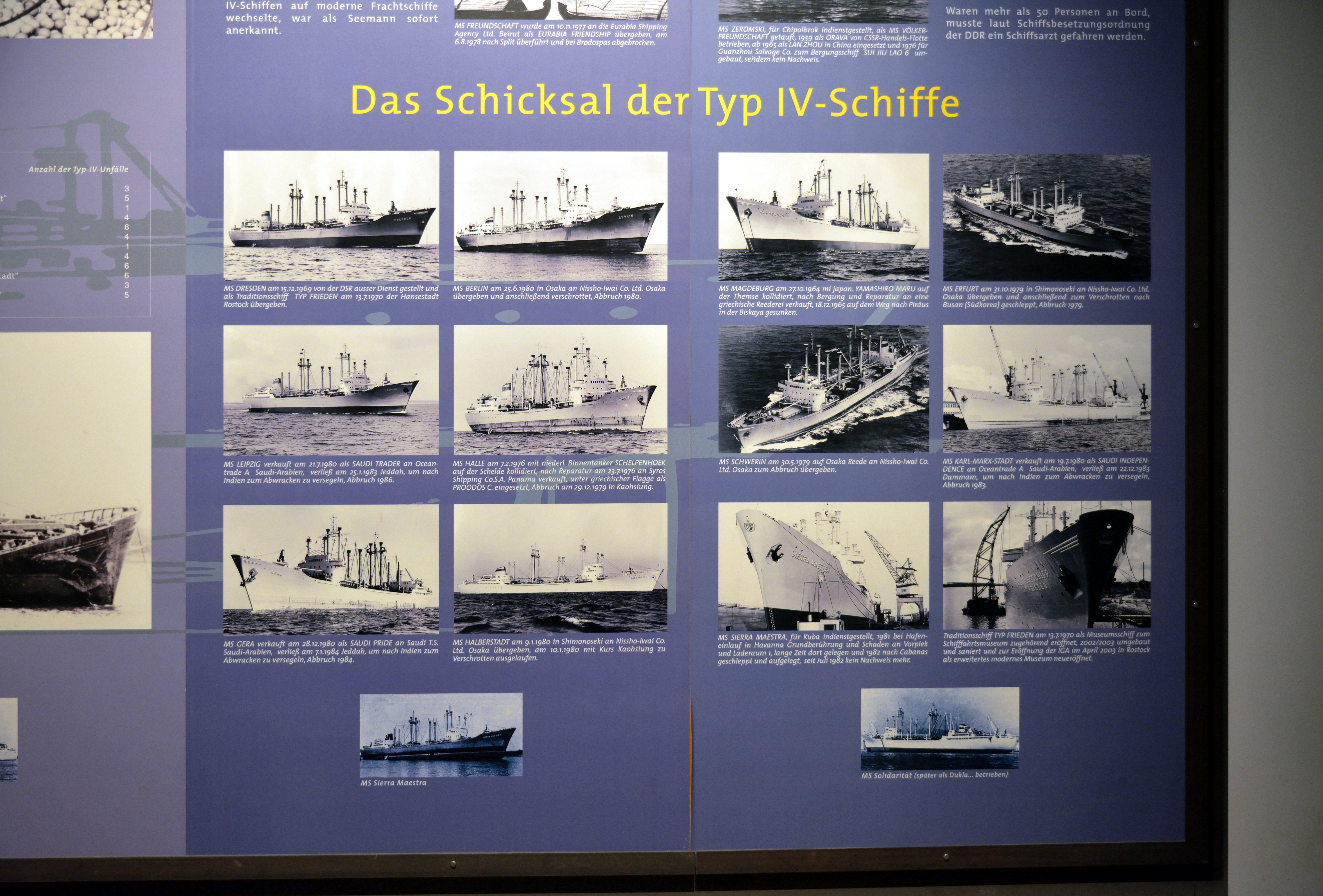
Hinweise im Traditionsschiff Typ Frieden Dresden in Rostock
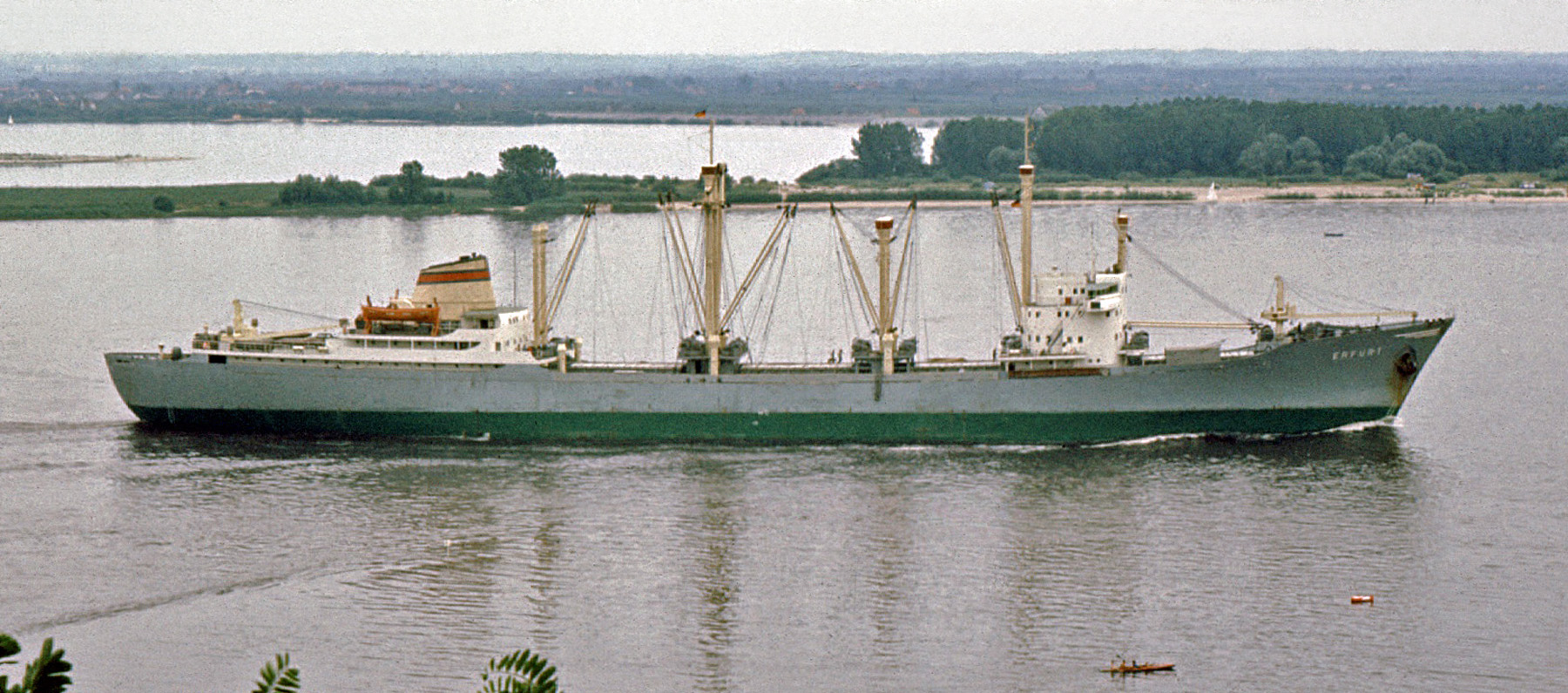
Die Erfurt 1974 in Hamburg
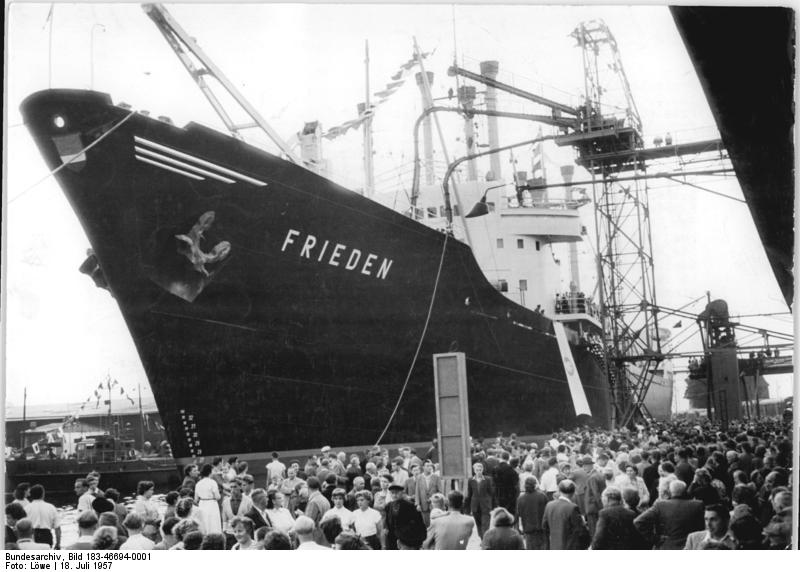
Wismar: Blick auf die Frieden

## Die Schiffe
| Bauname         | Objekt-/ Baunummer | IMO- Nummer | Stapellauf/ Indienststellung         | Umbenennungen und Verbleib | Bemerkung |
| --------------- | ------------------ | ----------- | ------------------------------------ | --- | --- |
| Frieden         | 301                | 5121380     | 14. Januar 1956 23. Juni 1957        | ab 9. August 1978 als Eisen 150, Abbruch ab August 1978 in Shanghai. Nach anderen Quellen, so Zeitschrift Seewirtschaft 6/1987 unter Berufung auf Kapitän Alfred Kaiser (DSR), mindestens bis April 1985 in Fahrt. | Vom 21. April 1972 bis 14. März 1973 durch US-Minenblockade in Haiphong (Vietnam) eingeschlossen. 15. März Vietnam verlassen, an Rostock 20. Mai 1973. |
| Freundschaft    | 303                | 5121146     | 1. Juni 1956 10. Dezember 1957       | Eurabia Friendship, 6. August 1978 in Split für 741.000 US-$ zum Abbruch verkauft. | 1958 als erstes DSR-Schiff nach Ostasien und passierte auch als erster der Reederei den Sueskanal. Am 17. März 1969 ausgehend Matanzas (Kuba) infolge falscher Lotsenberatung auf Grund gelaufen. Erst nach Leichterung erfolgreiches Abbringen des Frachters. Am 10. November 1977 Übergabe an Eurabia Shipping Agency Ltd. Beirut (Libanon). |
| Dresden         | 305                | 5093791     | 4. Juli 1957 27. Juli 1958           | Ab 13. Juni 1970 Traditionsschiff Typ Frieden, Museumsschiff in Rostock/Warnemünde | Als Fréden auf Kiel gelegt und am 4. Juli 1957 mit diesem Namen vom Stapel gelaufen für Lauter Shipping AB, Stockholm (SWE). Der Bau sollte im Rahmen eines Bartergeschäftes mit der Lieferung von 10.000 Tonnen Walzstahl bezahlt werden. Da der schwedische Auftraggeber den Kaufpreis von 27,6 Millionen DM (West) nicht realisieren konnte, wurde für die DSR weitergebaut. |
| Berlin          | 306                |             | 22. Juni 1957 3. September 1958      | 25. Juni 1980 außer Dienst, Abbruch ab 21. Juli 1980 in Kaohsiung durch Lung Ching Steel Enterprises Co. | Stapellauf noch mit schwarzem Rumpfanstrich. Übergeben mit grauem Anstrich und niedrigem Schornstein. Längste Dienstzeit aller Typ-IV-Frachter unter DSR-Flagge |
| Magdeburg       | 307                | 5521702     | 22. Dezember 1957 31. Oktober 1958   | Am 17. Dezember 1965 etwa 20 Seemeilen von Brest im Schlepp gesunken | Zur Kollision am 27. Oktober 1964, der Bergung und dem darauf folgenden Untergang siehe Hauptartikel |
| Erfurt          | 308                | 5105219     | 9. August 1958 8. Mai 1959           | 31. Oktober 1979 außer Dienst, im Schlepp ab Misrata. Abbruch ab Ende 1979 in Busan. | Erstes Schiff der Serie, das gleich mit höherem Schornstein gebaut und abgeliefert wurde. |
| Leipzig         | 309                | 5205671     | 30. Oktober 1958 28. Juni 1959       | 21. Juli 1980 Saudi Trader, 21. Juli 1980 verkauft, zum Abbruch am 25. November 1985 ab Dschidda, 1986 in Indien verschrottet.                                                                                     | Am 21. Juli 1980 außer Dienst, an Saudi International Shipping Co. S.A. Dschidda. Am 22. Juli 1980 zusammen mit der ebenfalls verkauften Karl-Marx-Stadt Rostock ausgelaufen. 1982 weiter an Oceantrade Agencies, Damman (Saudi-Arabien). Am 4. März 1983 wurden die achteren Wohnräume durch einen Brand beschädigt. Ab 25. November 1983 in Dschidda aufgelegt. 1984 weiter an Orri Navigation Lines, Dschidda. |
| Halle           | 310                | 5140910     | 18. April 1959 25. November 1959     | 1977 Proodos C, 29. Dezember 1979 an Kaohsiung (Taiwan), Abbruch ab 14. Januar 1980 bei Keun Hwa Iron Steel Works in Kaohsiung                                                                                     | Am 7. Februar 1976 Kollision auf der Schelde mit Binnentanker Schelpenhoek mit erheblichen Beschädigungen und Wassereinbruch im Maschinenraum. Zur Notreparatur nach Antwerpen geschleppt. Ab 16. März 1976 konnte die Reise fortgesetzt werden. Außer Dienst bei DSR am 23. Juli 1976 und Auflieger im Stadthafen Rostock. 1977 weiter an Syros Shipping Co. S.A., umbenannt in Proodos C ausgelaufen nach Piräus und dort bis 12. August 1979 aufgelegt. |
| Schwerin        | 311                | 5315670     | 15. August 1959 23. Dezember 1959    | 30. Mai 1979 auf Reede vor Osaka für 580.000 US $ an Nisso-Iwai Co. zum Abwracken verkauft, Abbruch 1979 in Whampoa (VR China)                                                                                     | Am 14. April 1960 auf Reede Warnemünde, Vorbereitungen zum feierlichen Löschen anlässlich der Eröffnung des Hafenbeckens B im neuen Überseehafen. Unter Kapitän Arthur Friedrich wird am 30. April 1960 de facto der Neubauhafen eröffnet. |
| Karl-Marx-Stadt | 312                | 5182463     | 5. Dezember 1959 28. Mai 1960        | ab 19. Juli 1980 Saudi Independence, 19. Juli 1980 verkauft, 22. Dezember 1983 ab Damman nach Bombay zum Abbruch                                                                                                   | Am 19. Juli 1980 im Überseehafen Rostock außer Dienst gestellt und verkauft an Saudi International Shipping Co. S.A. in Dschidda. Rostock ausgelaufen am 22. Juli 1980, 1980 noch weiter an Saudi Shipping & Transport Co. Ltd. in Dschidda. Während einer Liegezeit in Aarhus kam es in den achteren Aufbauten zu einem Brand, der die Wohnräume und Teile des Maschinenraums stark beschädigte. Drei Menschen kamen bei dem Brand ums Leben. |
| Gera            | 313                | 5129502     | 24. September 1960 30. Dezember 1960 | ab 1980 Saudi Pride, 28. November 1980 verkauft, am 7. Januar ab Dschidda zum, Abbruch ab 13. Februar 1984 in Alang bei Ghasiram Gokulchand.                                                                       | Ursprünglich mit dem Namen Brandenburg geplant. Am 5. Februar 1963 kam das Schiff bei schwerem Eisgang vor Korsør fest. Die Leichterung des Schiffes durch den Dampfer Thälmann Pionier in Zusammenarbeit mit dem Schlepper Eisvogel erwies sich als problematisch. Am 12. Februar 1963 kam dem Dampfer eine gerissene Kunstfaserleine in den Propeller und der dadurch manövrierunfähige Dampfer verschärfte die kritische Situation. Am 14. Februar gelang den beiden DSR-Schiffen gemeinsam mit den herbeigerufenen dänischen Schleppern Garm und Skult die Abbergung. Am 28. November 1980 als letztes Schiff der Frieden-Klasse in Rostock außer Dienst gestellt. |
| Halberstadt     | 314                | 5140714     | 25. Februar 1961 31. Mai 1961        | 9. Januar 1980 außer Dienst, in Shimonoseki an Nissho-Iwai Co. Ltd. mit Sitz in Osaka übergeben. 10. Januar ausgelaufen nach Taiwan. Abbruch ab 12. März 1980 in Kaohsiung bei Tung Ho Steel Enterprise Co.        | Ursprünglich als Dessau geplant. Am 16. April 1972 im vietnamesischen Hafen Haiphong durch Raketentreffer von US-Flugzeugen schwer beschädigt, war aber noch seetüchtig. Verholt nach Singapur und dort in der Werft Jurong-Yard repariert. |
| Sierra Maestra  | 315                | 5327245     | 26. August 1961 20. Dezember 1961    | 1980 Maisi, im Juli 1981 in Havanna auf Grund gelaufen, 1982 in Cabaña verschrottet. | |